# Université autonome de Saint-Domingue
Pour les articles homonymes, voir UASD.
L'université autonome de Saint-Domingue ((es) : Universidad Autónoma de Santo Domingo, UASD) est la principale université publique et la seule université d'État de la République dominicaine. Son implantation principale est à Saint-Domingue. Elle fut fondée en 1914, mais se considère comme l'héritière de l'Université Saint-Thomas d'Aquin créée en 1538 par une bulle du Pape Paul III.

## Historique
En 1801, en raison de l'occupation haïtienne du pays, l'Université Saint-Thomas d'Aquin interrompt ses activités, car les dominicains qui la dirigent ont quitté le pays. Elle rouvre en 1815, avec le retour de la colonie sous la souveraineté espagnole, mais prend un caractère laïc. Entre 1815 et 1821 le recteur est José Núñez de Cáceres. L'université ferme à nouveau ses portes en 1822, car un grand nombre d'étudiants ont été recrutés pour le service militaire sur ordre du régime haïtien qui gouverne la nation. En 1844, la nouvelle République dominicaine restaure l'Université et en fait un symbole de la tradition culturelle et du caractère national. Le 16 juin 1859, le Président Pedro Santana adopte une loi rétablissant l'Université de Santo Domingo, avec une composition semblable à celle des universités médiévales (quatre facultés : philosophie, droit, sciences médicales et écrits sacrés) et une agence du gouvernement central à travers le Département de l'Instruction publique sous l'autorité d'un secrétaire d'État. Mais pour des raisons de contingences politiques, cette loi n'est pas mise en œuvre et l'Université ne rouvre pas.

Le 31 décembre 1866,  l'Institut professionnel est  créé par décret pour remplacer l'Université de Santo Domingo, mais il ferme ses portes le 10 mai 1891 pour les rouvrir quatre ans plus tard sous le rectorat de l'Archévêque de Saint-Domingue Mgr Fernando Arturo de Meriño.

Le 16 novembre 1914, le président Ramon Baez, qui a également été recteur de l'Institut professionnel, le transforme par décret Institut professionnel en Université de Saint-Domingue, mais de 1916 à 1924, l'Université doit cesser de fonctionner à la suite de l'occupation par les États-Unis. Sous le régime de Rafael Leonidas Trujillo Molina, l'Université de Saint-Domingue, comme les autres institutions du pays est privée de liberté et devient un instrument de propagande du régime. Cependant des investissements matériels ont lieu avec l'acquisition des terrains et la construction du Campus. 

L'autonomie est finalement accordée le 31 décembre 1961 par le Président Joaquín Balaguer Ricardo permettant à l'Université d'accomplir pleinement sa mission. Le 17 février 1962 les premières autorités universitaires sont élues.

## Organisation
Actuellement, l'université comprend huit facultés :
- Faculté des arts ;
- Faculté des sciences ;
- Faculté de sciences agronomiques et vétérinaires ;
- Faculté de sciences économiques et sociales ;
- Faculté de sciences de la santé ;
- Faculté de sciences juridiques et politiques ;
- Faculté d'ingénierie et architecture ;
- Faculté des humanités et sciences de l'éducation.

## Étudiants célèbres
- Stefany Ortega